# Episodi di Banshee - La città del male (terza stagione)
La terza stagione della serie televisiva Banshee - La città del male (Banshee), composta da 10 episodi, è stata trasmessa sul canale statunitense Cinemax dal 9 gennaio al 13 marzo 2015.
In Italia, la stagione è andata in onda in prima visione sul canale satellitare Sky Atlantic dal 26 giugno al 28 agosto 2015.
A partire da questa stagione entrano nel cast principale Geno Segers, Afton Williamson e Langley Kirkwood. Al termine di questa stagione escono dal cast principale Rus Blackwell, Trieste Kelly Dunn, Geno Segers, Afton Williamson e Langley Kirkwood. Anthony Ruivivar ricompare come guest star.
| nº | Titolo originale                          | Titolo italiano             | Prima TV USA     | Prima TV Italia |
| -- | ----------------------------------------- | --------------------------- | ---------------- | --------------- |
| 1  | The Fire Trials                           | Un nuovo colpo              | 9 gennaio 2015   | 26 giugno 2015  |
| 2  | Snakes and Whatnot                        | Serpenti e altro            | 16 gennaio 2015  | 3 luglio 2015   |
| 3  | A Fixer of Sorts                          | Il riparatore               | 23 gennaio 2015  | 10 luglio 2015  |
| 4  | Real Life Is the Nightmare                | Senza esclusione di colpi   | 30 gennaio 2015  | 17 luglio 2015  |
| 5  | Tribal                                    | Sangue in cambio di sangue  | 6 febbraio 2015  | 24 luglio 2015  |
| 6  | We Were All Someone Else Yesterday        | Eravamo tutti qualcun altro | 13 febbraio 2015 | 31 luglio 2015  |
| 7  | You Can't Hide from the Dead              | Incubi e fantasmi           | 20 febbraio 2015 | 7 agosto 2015   |
| 8  | All the Wisdom I Got Left                 | Vendetta a sangue freddo    | 27 febbraio 2015 | 14 agosto 2015  |
| 9  | Even God Doesn't Know What to Make of You | Ordine ristabilito          | 6 marzo 2015     | 21 agosto 2015  |
| 10 | We All Pay Eventually                     | Attacco alla base           | 13 marzo 2015    | 28 agosto 2015  |

## Un nuovo colpo
- Titolo originale: The Fire Trials
- Diretto da: Loni Peristere
- Scritto da: Jonathan Tropper

### Trama
Lucas, Brock e Siobhan danno la caccia a Hondo, dopo che lui si è macchiato delle morti di Emmett e sua moglie, e dopo averlo trovato, lo uccidono. È passato un mese dal finale della seconda stagione e sono cambiate molte cose a Banshee, Lucas e Siobhan ora stanno insieme, l'agente Billy Raven (che un tempo lavorava per la polizia Kinaho) adesso lavora al Cadi sostituendo Emmett, mentre Carrie e Gordon si sono lasciati, quest'ultimo vive in un appartamento, e Carrie adesso lavora come cameriera in una tavola calda. Andando contro le regole della comunità Amish, Leah, la madre di Kai, si vede di nascosto con suo figlio. Carrie inizia a frequentare un uomo, il colonnello Douglas Stowe, l'ufficiale di comando di una base militare vicina a Banshee, Camp Genoa. Chayton ritorna a Banshee e riprende il controllo della sua tribù. Deva continua a mettersi nei guai con i suoi amici, e mentre cercava di rubare in un negozio, viene sorpresa da Lucas, che manda a casa gli amici di Deva e parla con lei facendole vedere dove ha sbagliato durante il furto, come ad esempio non tenere in considerazione il sensore collegato alla finestra o l'allarme allo sportello della cassa. Mentre Rebecca è al club di Kai, esce fuori per fumare una sigaretta, poi Chayton si presenta a lei e con delle minacce le dice che lei e Kai pagheranno per la morte di Alex Longshadow, poi se ne va. Lucas conversa con sua figlia dicendole di smetterla di odiare Carrie, perché se lei ha mentito alla sua famiglia sulla sua vera identità, lo ha fatto per proteggerli, perché lei ha rinunciato a qualunque cosa per loro. Brock ha ripreso a frequentare Emily, la sua ex moglie. Carrie continua a rubare, e tornando a casa trova Gordon, che era venuto a vedere come stavano i suoi figli, e vedendo che Carrie non era in casa è rimasto con loro. Gordon capisce che Carrie ha ripreso a rubare, e iniziano subito a litigare, poi arriva Lucas, dopo aver riaccompagnato Deva a casa, Gordon gli chiede di stare lontano da Deva perché Lucas ha distrutto la sua famiglia, per questo gli chiede di stare almeno lontano da sua figlia, anche se è lui il padre biologico. Chayton e i Redbones attaccano un mezzo di trasporto militare di Camp Genoa, Chayton uccide i soldati con arco e frecce, e ruba il materiale che stavano trasportando, Lucas e Brock arrivano sul posto e cercano di fermarli, ma senza riuscirci, Lucas intravede brevemente Chayton, prima che quest'ultimo scappi. Lucas indaga sulla cosa e quindi va a Camp Genoa, lo sceriffo parla con Stowe, che gli dice che sul mezzo c'erano delle armi da fuoco di grosso calibro, poi Lucas nota che nella base ci sono molti soldi in contanti, Stowe gli dice che quel denaro viene usato dal governo per finanziare le guerre. Lucas telefona a Sugar dicendogli che ha intenzione di rubare quel denaro facendo finalmente il suo grande colpo, ma serve pure la collaborazione di Job, quindi telefona pure a lui chiedendogli di ritornare a Banshee. Carrie è al lavoro e un cliente inizia a importunarla, quindi lei gli rompe il naso, poi arriva Lucas che cerca di sistemare la faccenda, lui le chiede se sta bene e Carrie gli risponde che non c'è nulla che vada nel verso giusto nella sua vita dato che sta divorziando, lavora come cameriera e i suoi figli la trattano come un'estranea. Job torna a Banshee e discute con Lucas e Sugar sul colpo a Camp Genoa, Lucas gli dice che il sistema di sicurezza non sarà l'unico ostacolo, perché la base è protetta anche da mercenari. Nola Longshadow ritorna a Banshee, probabilmente desiderosa di vendicare suo fratello. Nella scena dopo i titoli di coda si vedono Chayton e i Redbones, con le armi rubate, che si preparano per la prossima mossa.
- Guest star: Matthew Rauch (Clay Burton), Odette Annable (Nola Longshadow), Chaske Spencer (Billy Raven), Tanya Clarke (Emily Lotus), Eddie Cooper (Fat Au), Anthony Ruivivar (Alex Longshadow).
- Altri interpreti: Tyson Sullivan (Hondo), Jennifer Griffin (Leah Proctor), Myles Humphus (Mato), Ricky Russert (Tommy Littlestone), Chelsea Cardwell (Beaty), Justin Barnhill (Flynn), Sheena Zadeh (Daria), Trudie Petersen (Sylvie), Jackson Beals (Anders), Craig Leydecker (Uomo insanguinato), Mark Ashworth (Lowell), Mark Hicks (Capitano Richard Murphy), Jermaine Holt (Marine conducente 1), Andrew Rusk (Marine conducente 2), Shaun Clay (Marine di guardia al cancello), Mark Semos (Marine con il fucile a pompa).
- Ascolti USA: telespettatori 547 000[2]

## Serpenti e altro
- Titolo originale: Snakes and Whatnot
- Diretto da: Loni Peristere
- Scritto da: Halley Gross

### Trama
Job inizia a studiare un modo per rubare il denaro a Camp Genoa, insieme a Lucas e Sugar, pure Carrie decide di prendere parte all'iniziativa. Sugar trova strano che la base militare sia protetta pure da dei mercenari, oltre che dai soldati, Job ipotizza che la cosa è probabilmente da associare al fatto che il denaro custodito non viene elargito solo dal governo, infatti lì sono registrati ufficialmente nove milioni di dollari, ma Job ha scoperto che in realtà ce ne sono ben quindici, probabilmente ottenuti tramite affari illeciti. Quando Carrie scopre che l'ufficiale di comando della base è Stowe, decide di chiudere la loro relazione, dicendogli che lo fa per stare più tempo con i suoi figli, anche se Stowe non le crede. Lucas conosce un ragazzo di nome Kurt, il suo corpo è pieno di tatuaggi con riferimenti razziali, ma dopo aver abbandonato l'affiliazione razziale a cui apparteneva, non condividendo i loro valori, decide di diventare un agente del Cadi, ma Lucas gli dice che ormai tutti i posti disponibili al Cadi sono già occupati. Kai, Rebecca e Burton organizzano un incontro con alcuni spacciatori rivali, per discutere sulla territorialità, uno di loro inizia a insultare Kai e Rebecca, quest'ultima quindi inizia a sparare, dando il via a un conflitto a fuoco, Kai e Burton uccidono i nemici, mentre Rebecca uccide l'uomo che l'aveva insultata. I Redbones si addestrano a usare le armi rubate a Camp Genoa, poi Chayton riceve la visita di Nola, i due iniziano a conversare su come vendicare Alex, ma i due hanno pareri opposti perché Chayton vuole affrontare Kai direttamente, prendendo la cosa alla leggera, ma Nola gli dice che sottovalutare Kai significherebbe fare lo stesso sbaglio che fece Alex, infatti nonostante Nola possa contare sulla collaborazione di Chayton, lei preferisce farsi giustizia da sola. La madre di Kai si è gravemente ammalata, gli Amish non la curano con le dovute strutture, quindi Kai prende Leah e la porta in ospedale, dove la dottoressa gli dà la spiacevole notizia che Leah ha contratto un cancro al pancreas, e che le resta un mese di vita al massimo. Gordon è sempre più depresso, tanto che non presta nessuna attenzione ad Alison quando lei cerca di coinvolgerlo per arrestare Kai, addirittura Gordon afferma che ormai è una lotta persa, poi Alison gli dice che deve smetterla di umiliarsi da solo in questa maniera. Calata la notte Lucas e Carrie si addentrano nella galleria sotterranea che porta alla cassaforte dove è depositato il denaro di Camp Genoa, i maggiori ostacoli sono le due serrature, una digitale e l'altra manuale, e la porta d'acciaio che li separa dalla cassaforte. Nella villa di Kai, mentre Rebecca è in piscina a nuotare, due Redbones aggrediscono la ragazza, ma Burton interviene e li sconfigge entrambi, uccidendo uno di loro. Brock e Emily continuano a frequentarsi, ma le cose tra di loro vanno male visto che Brock continua a mettere il suo lavoro di poliziotti prima di lei, come quando erano sposati. Mentre Lucas è ancora nella galleria, riceve una chiamata dove viene informato che i Redbones hanno cercato di uccidere Rebecca, quindi lui va alla villa e capisce che Chayton non si fermerà finché Kai non avrà pagato per la morte di Alex. Dato che a Leah resta poco da vivere, Kai decide di farle passare i suoi ultimi giorni nella sua villa, dove verrà assistita da un'infermiera, ovvero Emily. Visto che Chayton è un problema, Lucas decide di catturarlo e dunque lui e Billy vanno alla riserva Kinaho, viene messo in evidenza il rapporto conflittuale che c'è tra Billy e gli altri Kinaho, che ormai lo considerano un traditore per aver abbandonato la riserva diventando un agente del Cadi. Lucas conosce gli ex colleghi di Billy, gli agenti del dipartimento di polizia Kinaho, Aimee e il capo del dipartimento, Yaz, un uomo pigro che non intende fare niente contro Chayton, inoltre non dà a Lucas nessuna informazione su dove si trovi. Gordon riceve la visita di una prostituta, ma poi la manda via, capendo che Alison ha ragione, e che deve rimettersi in sesto. Mentre Carrie è al lavoro, l'uomo a cui aveva rotto il naso si presenta da lei con un'aria minacciosa, poi arriva Nola che lo picchia violentemente, infine Nola e Carrie bevono insieme. Lucas è a casa, e Deva va a trovarlo, lei vuole stringere un rapporto con lui, ma Lucas adesso la respinge, perché sostiene che è Gordon il suo vero padre, poi Deva se ne va via. Lucas sente bussare alla porta, e aprendo si palesa a lui una persona che gli punta contro una pistola. Nella scena dopo i titoli di coda, si vede Stowe fare colazione nudo, mangiando di fretta, e nel suo volto si vede un'aria visibilmente arrabbiata.
- Guest star: Matthew Rauch (Clay Burton), Chaske Spencer (Billy Raven), Meaghan Rath (Aimee King), Odette Annable (Nola Longshadow), Tanya Clarke (Emily Lotus), Tom Pelphrey (Kurt Bunker).
- Altri interpreti: Jennifer Griffin (Leah Proctor), Alpha Trivette (Israel Proctor), Michael Harding (Jim Cage), Ari Blinder (Martin Cage), Ricky Russert (Tommy Littlestone), Graham Wolfe (Haddock), Sheena Zadeh (Daria), Carlos Guerrero (Karl "Yaz" Yazzie), David DeSantos (Spatch), Tania Borrelli (Sue), Tamara Austin (Dottor Lewis), Jackson Beals (Anders), Surely Alvelo (Jenny), Jared Losano (Notie), Drea Garcia (Petah), Trinity Wright (Hurit), Anthony Nanakornpanom (Viho), Hans Marrero Jr. (Songa), Mark Hicks (Capitano Richard Murphy).
- Ascolti USA: telespettatori 439 000[3]

## Il riparatore
- Titolo originale: A Fixer of Sorts
- Diretto da: Magnus Martens
- Scritto da: Justin Britt-Gibson

### Trama
A casa di Lucas si presenta l'agente degli affari interni dell'FBI Robert Phillips, specializzato nelle indagini riguardanti i suoi colleghi morti o scomparsi, lui infatti è venuto a Banshee per indagare sulla morte dell'agente Jim Racine, e dopo aver trovato il suo corpo è entrato in possesso di tutti i fascicoli che aveva raccolto su Lucas, quindi Phillips sa tutto di lui, la sua falsa identità, il furto dei diamante, inoltre è consapevole che c'è lui dietro alla morte di Rabbit avvenuta nella chiesa. Phillips arresta Lucas e lo porta in auto con sé, intanto Job e Sugar, con un piano ben organizzato, riescono a ottenere, grazie a un dispositivo scanner di Job, dei dati con i quali falsificheranno dei documenti, il tutto per attuare il colpo a Camp Genoa. Nola va alla villa di Kai con l'intento di ucciderlo, ma la ragazza kinaho si vede costretta ad affrontare Burton, e dopo uno scontro estremamente violento, Burton la uccide. Phillips si ferma a una stazione di servizio, Lucas riesce a liberarsi della manette, poi però degli individui misteriosi catturano sia lui che Phillips, legandoli a delle sedie, dentro a un TIR. Il capo dei misteriosi sequestratori altri non è che Raymond Brantley, l'uomo da cui Jason Hood, il figlio del vero Lucas Hood, stava scappando dopo avergli rubato il suo denaro, dopo aver seguito le tracce di Jason fino a Banshee, l'uomo cattura Lucas, pur essendo già a conoscenza del fatto che non è suo padre, ma è sicuro che lui sa dove trovare Jason. Aimee raggiunge Chayton nel suo accampamento, loro due si conoscono fin da quando erano due bambini, la ragazza lo sprona a lasciar perdere la sua lotta contro Kai, perché altrimenti moriranno molti Redbones, sostenendo che la violenza non è una soluzione, ma Chayton è pronto a combattere più che mai, affermando che i Redbones che non sopravviveranno moriranno per una giusta causa. Dato che Lucas non si è fatto vedere per tutto il giorno al Cadi, Siobhan va a trovarlo a casa sua, ma non lo trova, poi parla con Sugar il quale le dice che lei conosce Lucas meglio di quanto lei possa credere. All'interno del TIR, gli uomini di Brantley continuano a torturare Lucas per farsi dire dove si nasconde Jason, durante la tortura Lucas continua a intravedere le immagini di Deva e Siobhan, poi decide di mentire a Brantley dicendogli che Jason lo ha ucciso lui. Brantley decide di risparmiare Lucas, mentre Phillips dovrà morire, quindi il TIR si ferma e gli uomini di Brantley portano Phillips nel bosco, poi il TIR riparte dato che Lucas deve portare Brantley nel luogo dove si trova il corpo di Jason. Emily vede Burton che si ricucisce da solo le ferite che Nola gli ha inflitto, poi Burton lascia che sia Emily a ricucire le ferite. Il fratello minore di Chayton, Tommy, vuole aiutare suo fratello nella lotta contro Kai, ma Chayton sostiene che Tommy non sia pronto, quindi lo fa desistere, ma Tommy, per dare un esempio del suo valore, va nello strip club di Kai con alcuni Redbones, e inizia a seminare il panico, Siobhan, Brock e Billy cercano di fermarli e dunque inizia una sparatoria tra i Redbones e gli agenti del dipartimento dello sceriffo, alla fine i criminali vengono fermati, inoltre Billy spara a Tommy uccidendolo. Il padre di Kai va alla villa del figlio, Kai lo invita a entrare così che possa restare accanto alla moglie. All'interno del TIR, Lucas riesce a liberarsi e uccide Brantley, poi prende una moto che si trovava dentro il TIR, e torna indietro per salvare Phillips, gli uomini di Brantley obbligano il federale a scavare la sua fossa, e proprio mentre si apprestavano a ucciderlo, Lucas lo salva all'ultimo momento uccidendo i criminali. Lucas dice a Phillips che non è stato lui a uccidere Racine, ma Phillips lo sapeva già, inoltre decide di non dire a nessuno del segreto di Lucas, il quale può continuare a essere lo sceriffo di Banshee, capendo che tutto sommato Lucas non è una persona pericolosa, ma purtroppo gli dà una spiacevole notizia, prima di andarsene da Banshee lui aveva lasciato lì tutti i fascicoli e i filmati di Lucas sul suo interrogatorio, quando rubò i diamanti, Siobhan li trova e Lucas va da lei nella sua roulotte, e trova la ragazza completamente allibita, ora che ha scoperto il suo segreto, la quale chiede a Lucas chi sia lui in realtà. Nella scena dopo i titoli di coda, Billy rimane accanto al cadavere di Tommy nell'obitorio.
- Guest star: Shuler Hensley (Raymond Walton Brantley), Denis O'Hare (Agente speciale Robert Phillips), Matthew Rauch (Clay Burton), Odette Annable (Nola Longshadow), Chaske Spencer (Billy Raven), Meaghan Rath (Aimee King), Tanya Clarke (Emily Lotus), Željko Ivanek (Jim Racine), Reg E. Cathey (Detective Julius Bonner), Harrison Thomas (Jason Hood), Andrew Howard (Quentin), Christos Vasilopoulos (Olek).
- Altri interpreti: Miles Doleac (Roland), Judd Lormand (Fletcher), Rebecca Koon (Wanda), Katie Page (Platinumm), Ricky Russert (Tommy Littlestone), Alex Livinalli (Nas), Matt Medrano (Tate), Neil Castles, Jr. (Cole), Toby Holguin (Wilu), Immanuel Salas (Gomda), Jennifer Griffin (Leah Proctor), Alpha Trivette (Israel Proctor), Emmy Argo (Sapphire), Chris Antonucci (Uomo più anziano), Kevin Welch (Zoticone), Greg Sproles (Buttafuori 1), Kurt Hockenberry (Buttafuori 2).
- Ascolti USA: telespettatori 588 000[4]

## Senza esclusione di colpi
- Titolo originale: Real Life Is the Nightmare
- Diretto da: Magnus Martens
- Scritto da: Justin Britt-Gibson

### Trama
Siobhan ora conosce il segreto di Lucas, in preda alla rabbia gli chiede di lasciare la roulotte senza nemmeno dargli il tempo di spiegare. Sugar e Job, grazie ai tesserini falsi creati da quest'ultimo, entrano in un edificio, spacciandosi per inservienti, per rubare un algoritmo di cui si serviranno per il colpo a Camp Genoa, riuscendo nell'impresa. Brock, dopo aver contattato l'agenzia in cui lavora Emily e aver scoperto che ora vive a casa di Kai per prendersi cura di Leah, litiga con la sua ex moglie dicendole che è una pessima idea lavorare per quel criminale, ma Emily non intende ascoltarlo. I Kinaho reclamano il corpo di Tommy, ma proprio quando i pellerossa portano il suo cadavere alla riserva, Rebecca e Burton dirottano il furgone guidato dai Kinaho, e poi li uccidono dando fuoco al furgone, con dentro il cadavere di Tommy, per provocare Chayton. Lucas informa Job e Sugar che ora Siobhan conosce il suo segreto, Job suggerisce di scappare via da Banshee, dato che sicuramente la ragazza lo denuncerà alle autorità. Gordon si rimette in forma, inoltre si scusa con Carrie per tutte le volte che è stato severo con lei, ammettendo di aver dato a tutti la colpa dei suoi problemi, e che Carrie, nonostante le sue scelte discutibili, ha sempre fatto tutto l'indispensabile per il bene della sua famiglia. Emily e Kai gradualmente iniziano a diventare buoni amici e tutti e due godono della reciproca compagnia. Lucas decide di abbandonare Banshee insieme a Job, ma prima decide di salutare Deva, parlando con lei del rapporto conflittuale con suo padre e le dice che detesta l'idea che Deva possa odiarlo, Deva capisce che Lucas sta per lasciare la città, poi gli dice che in fondo non lo odia. Carrie decide di passare la sua giornata divertendosi e folleggiando, prima va a ubriacarsi in un bar di motociclisti, poi ruba una moto, e semina un'auto della polizia dopo aver infranto il limite di velocità, ma la benzina finisce e lei rimane bloccata per strada. Gordon, dopo aver ritrovato il suo entusiasmo, decide di lavorare insieme a Alison per portare Kai in tribunale. Deva, grazie alle dritte che Lucas le ha dato sul furto, riesce a rubare per Max un videogioco che lui voleva. Lucas va a prendere Carrie e la riporta a casa, lei confessa che spesso si sente prigioniera della sua vita e che le sue scelte sbagliate, sono l'unica cosa che la fanno sentire libera, lei è consapevole che Lucas dovrà andarsene, ma lei ammette che per egoismo vorrebbe che lui restasse. Lucas sente di non potersene andare via da Banshee così, senza aver regolato una volta per tutte i conti con Kai, quindi decide di ucciderlo. Mentre Kai è al club, riceve una chiamata di Emily, che lo informa che le condizioni di Leah sono peggiorate, e che le rimane poco da vivere, quindi Kai va da sua madre, ma Lucas, armato di pistola, entra nel club e cerca di ucciderlo, i due iniziano a lottare e Lucas, proprio quando si apprestava a uccidere il criminale, viene fermato da Brock. Per evitare che il suo capo finisca nei guai, Brock decide di arrestare Kai con la falsa accusa aggressione a scapito di un pubblico ufficiale. Lucas e Brock portano Kai al dipartimento dello sceriffo, e vengono raggiunti da Alison e dall'avvocato di Kai, inoltre anche Kurt, il ragazzo che voleva diventare un agente di polizia, arriva al dipartimento. Chayton porta via con sé il cadavere carbonizzato di suo fratello e poi decide di vendicarsi per l'affronto. Siobhan, ancora triste e disperata per aver scoperto il segreto di Lucas, va al dipartimento dello sceriffo e parla con lui, Siobhan ormai ha scoperto tutto, cioè che Lucas lavorava per Rabbit, e che Carrie era la sua amante, lei non lo denuncerà, specialmente perché se lo facesse ciò manderebbe a monte tutto il lavoro del dipartimento, quindi una volta chiusa la questione con Kai lui dovrà lasciare Banshee, Lucas le fa tenere presente che lui ha fatto molte cose buone come sceriffo per Banshee, ma questo a Siobhan non interessa perché ai suoi occhi Lucas è solo un bugiardo, ma lui le dice che quello che prova per lei è reale. Proprio in quel momento la conversazione viene interrotta da Chayton e i Redbones, che con le loro armi da fuoco, attaccano il Cadi. La scena dopo i titoli di coda inquadra lo sguardo di Chayton che osserva i suoi uomini mentre bersagliano il Cadi con le loro armi da fuoco.
- Guest star: Matthew Rauch (Clay Burton), Chaske Spencer (Billy Raven), Meaghan Rath (Aimee King), Tanya Clarke (Emily Lotus), Tom Pelphrey (Kurt Bunker), Josh Burrow (Scuyver).
- Altri interpreti: Robert Treveiler (Jackson Sperling), Carlos Guerrero (Karl "Yaz" Yazzie), Sheena Zadeh (Daria), Chelsea Cardwell (Beaty), Deja Dee (Alma), Jennifer Griffin (Leah Proctor), Alex Livinalli (Nas), Matt Medrano (Tate), Jim Coleman (Guardia alla Sterling), Tony Schnur (Dipendente al Savoy Club), Josh Carter (Smitty), Robert Herrick (Donny), Mike Mulgrew (Skah), Sam Situmorang (Hakan).
- Ascolti USA: telespettatori 662 000[5]

## Sangue in cambio di sangue
- Titolo originale: Tribal
- Diretto da: Ole Christian Madsen
- Scritto da: Adam Targum

### Trama
La puntata si apre con un flashback, che vede come protagonisti Lucas e Siobhan, riguardo a una loro precedente conversazione, quando Lucas le chiese se le persone possono cambiare, e lei gli rispose che le persone restano sempre le stesse, però, nonostante tutto, cercano di migliorarsi. Tornando agli avente presenti, il Cadi è bersagliato dai colpi delle armi da fuoco dei Redbones, guidati da Chayton, quindi tutte le persone che si trovano all'interno del Cadi sono in pericolo, tra cui figurano Lucas, Siobhan, Brock, Alison, Billy, Kurt, Alma, Kai e l'avvocato di quest'ultimo, insieme ad altri civili. Lucas riesce ad abbassare la serranda, impedendo ai Redbones di entrare nel dipartimento, purtroppo la radio della polizia, come il telefono fisso e i cellulari, non funziona, quindi non è possibile chiamare aiuto. Chayton è molto chiaro su ciò che vuole, i responsabili delle morti di Tommy e dei Langshadow, ovvero Billy e Kai, promettendo a Lucas che se li consegnerà al Kinaho lui se ne andrà senza fare del male a nessuno, ma Lucas non vuole scendere a compromessi, e inizia a provocare Chayton. Intanto Leah sta sempre peggio, le rimane veramente poco da vivere, Emily e Rebecca le restano vicino, Leah dice a Rebecca che probabilmente la cosa migliore per lei sarebbe quella di lasciare per sempre la casa di Kai e vivere la sua vita. Al Cadi, nel frattempo, Kurt viene assunto da Lucas, ufficialmente, come agente del dipartimento dello sceriffo di Banshee, Kurt e Allison proteggono i civili, tenendo d'occhio l'entrata secondaria del Cadi. I Redbons aprono un buco nella serranda con le loro armi da fuoco, l'avvocato di Kai rimane ucciso. Kai prende una pistola e aiuta Lucas nella lotta, i due uccidono i Redbones che cercano di entrare con forza all'interno dell'edificio. Lucas e Siobhan hanno modo di parlare e lui le dice che, a prescindere dalle menzogne, tutto quello che riguardava la loro relazione era vero, Siobhan comprende di amarlo ugualmente, infine Lucas le propone di scappare via da Banshee con lui. Kai scappa via dall'uscita secondaria, promettendo che, quando si metterà in salvo, chiamerà i soccorsi. Brock rimane con Kurt e Allison a sorvegliare l'entrata per impedire ai Redbonse di entrare, Billy cerca di ragionare con Chayton, ma quest'ultimo, con arco e freccia, ferisce Billy alla spalla. Siobhan mette Billy in salvo, Lucas cerca di aiutarli, ma Siobhan gli chiede di aiutare Brock, Alison e Kurt a sorvegliare l'entrata. Dopo aver messo Billy al sicuro, Siobhan affronta un altro Redbones che era entrato nel dipartimento e lo uccide, ma poi Chayton, che è entrato a sua volta nell'edificio, le arriva alle spalle. Lucas, Alison, Brock e Kurt affrontano i Redbonas che volevano passare dall'entrata secondaria, uccidendoli, obbligando gli altri alla fuga. Lucas torna da Siobhan, ma Chayton la prende come ostaggio. Lucas cerca di calmarlo, mettendo a terra la sua pistola, purtroppo però un altro Redbones sorprende Lucas colpendolo, dopo essergli arrivato alle spalle, e lo tramortisce, prima di perdere i sensi Lucas vede Chayton uccidere Siobhan spezzandole l'osso del collo, Chayton decide poi di andarsene risparmiando la vita a Lucas. Kai arriva alla villa, ma è troppo tardi, Leah è morta, Kai scoppia a piangere e si stende sul letto accanto al corpo senza vita di sua madre. Lucas riprende i sensi e si avvicina al cadavere della sua amata Siobhan, piangendo sul suo corpo ormai privo di vita. La scena dopo i titoli di coda inquadra la roulotte di Siobhan.
- Guest star: Tom Pelphrey (Kurt Bunker), Chaske Spencer (Billy Raven), Tanya Clarke (Emily Lotus), Cherie Daly (Lena Bella).
- Altri interpreti: Deja Dee (Alma), Robert Treveiler (Jackson Sperling), Jennifer Griffin (Leah Proctor), Robert Herrick (Donny), Alex Livinalli (Nas), Matt Medrano (Tate), Crystal Hooks (Giovane donna), Joel Gerolimatos (Giovane uomo), Patrick Ah-Wong (Membro dei Redbones 1), Jared Losano (Membro dei Redbones 2), Derrick Alfonzo (Membro dei Redbones 3), Richard Marrero (Membro dei Redbones 4), Paul Beahm (Membro dei Redbones 5), Niko Nedyalkov (Membro dei Redbones 6), Jacob Garcia (Membro dei Redbones 7), Dango Nu Yen (Membro dei Redbones 8), Carlos López (Membro dei Redbones 9), Immanuel Salas (Membro dei Redbones 10), Thom Williams (Membro dei Redbones 11).
- Ascolti USA: telespettatori 583 000[6]

## Eravamo tutti qualcun altro
- Titolo originale: We Were All Someone Else Yesterday
- Diretto da: Ole Christian Madsen
- Scritto da: Adam Targum

### Trama
L'episodio si apre con quella che sembra essere una realtà alternativa in cui Lucas, appena arrivato a Banshee, convince il vero sceriffo Hood a non prendere parte alla rissa che sarebbe finita con la sua morte, in questo modo non ha più l'occasione di prendere la sua identità, inoltre vede Carrie, Deva e Gordon insieme. Nella realtà Lucas è distrutto per la morte della sua amata Siobhan, tanto che non prende nemmeno parte al suo funerale, preferendo restare in auto, Brock lo sprona a reagire perché Banshee ha bisogno di lui, e che deve dare la caccia a Chayton. Sugar prende parte al funerale della madre di Kai, i genitori di Rebecca provano a convincerla a tornare nella loro comunità, ma lei non è intenzionata a lasciare Kai e il suo mondo. Chayton ha dato prova di essere un criminale pericoloso e completamente fuori controllo, dunque il Dipartimento di Giustizia preferisce lasciare il caso ai federali, capeggiati dall'agente Salvatore Ferillo, il quale fa capire a Lucas che il dipartimento dello sceriffo e quello Kinaho, sono fuori dai giochi, e che si limiteranno solo a guardare. Emily rimane vicina a Kai durante il suo lutto, i due finiscono a letto insieme. Rebecca inizia a prendere troppe iniziative atteggiandosi come se fosse il capo del Club, mancando di rispetto a un cliente di Kai, quest'ultimo decide di ridimensionarla facendole capire che non può prendersi troppe libertà. Gli amici di Lucas cercano di stargli vicino in questo difficile momento, Job decide di aiutare l'amico, uccidendo Chayton. Deva conosce un ragazzo poco raccomandabile di nome Charlie, che invita lei e la sua amica Beaty a una festa dove circola molta droga, Deva si diverte mentre Beaty non approva le scelte dell'amica. Carrie prende le impronte digitali di Stowe, e registra la sua voce, tutte cose necessarie per il furto che lei e i suoi amici hanno in mente, e consegna il materiale a Job. I federali si apprestano a fare irruzione nell'accampamento di Chayton, con l'obbiettivo di catturarlo, ma Lucas vuole ucciderlo, quindi lui e Job entrano nell'accampamento di nascosto, Lucas ha la possibilità di ucciderlo sparandogli, ma preferisce prima torturarlo pugnalandolo con un coltello alla gamba, un altro kinaho entra nell'accampamento e aggredisce Job, dunque Chayton approfitta della distrazione per attaccare Lucas, i federali sono appostati fuori all'esterno dell'accampamento, quindi visto che Lucas e Job se la vedono brutta, quest'ultimo spara un colpo di pistola e attira la loro attenzione, i quali fanno irruzione. Chayton scappa, ma Lucas lo insegue, alla fine Chayton viene raggiunto da Aimee, ma la ragazza non trova il coraggio di ucciderlo a causa della loro amicizia, ma non può perdonarlo per la morte di Siobhan. Chayton si avvicina a lei e inizia a strangolarla, ma Lucas la salva sparando a Chayton, ferendolo alla spalla. Chayton si butta nel fiume e scappa. Lucas rimprovera Aimee per non aver ucciso Chayton, nonostante avesse l'occasione, mentre Ferillo accusa Lucas di aver rovinato l'operazione, minacciando di togliergli il distintivo. Ritornando alle scene della vita che Lucas avrebbe avuto se non avesse assunto l'identità dello sceriffo, si vede l'uomo che, dopo aver visto Carrie con la sua nuova famiglia, chiama Job per portarlo via da Banshee, prima di lasciare la città conosce Siobhan, i due si guardano sorridendo. Nella scena dopo i titoli di coda, si vede Chayton uscire dalle acque del fiume sano e salvo, con un'aria minacciosa.
- Guest star: Robert John Burke (Salvatore Ferillo), Matthew Rauch (Clay Burton), Tom Pelphrey (Kurt Bunker), Tanya Clarke (Emily Lotus), Chaske Spencer (Billy Raven), Meaghan Rath (Aimee King), Chiké Okonkwo (Lennox), Jerod Meagher (Charlie Knowles), Michael Papajohn (Teppista calvo).
- Altri interpreti: Griff Furst (Sceriffo Lucas Hood), Deja Dee (Alma), Jennifer Griffin (Leah Proctor), Alpha Trivette (Israel Proctor), Steve Coulter (Elijah Bowman), Samantha Worthen (Miriam Bowman), Chelsea Cardwell (Beaty), Gunnar Carrigan (Solomon Bowman), Josh Carter (Smitty), Owen Harn (Kendall), Lindsay Ayliffe (Vescovo Amish), Carlos Guerrero (Karl "Yaz" Yazzie), Nick Hayner (Turco), Josh Henry (Pedone maschio).
- Ascolti USA: telespettatori 610 000[7]

## Incubi e fantasmi
- Titolo originale: You Can't Hide from the Dead
- Diretto da: Greg Yaitanes
- Scritto da: Christopher Kelley

### Trama
Lucas continua a non darsi pace, lui vuole ancora uccidere Chayton, continua a ripensare al momento in cui Siobhan viene uccisa, inoltre la vede come se fosse ancora lì insieme a lui. Job lo aiuta tenendo d'occhio le indagini dell'FBI, anche se con poco successo. Dopo la morte di sua madre, Kai comincia a mettere in discussione la sua vita, infatti ha ripreso a frequentare gli Amish, con grande felicità di suo padre, inoltre lui e Emily iniziano a uscire ufficialmente insieme. Aimee va da Lucas e gli dice che forse una sua fonte può aiutarla a trovare Chayton, inoltre si scusa con Lucas per non averlo ucciso quando ne aveva l'occasione. Chayton, debole per la ferita d'arma da fuoco che Lucas gli ha inflitto, trova rifugio in una fattoria. Rebecca decide di operare contro i clienti di Kai, i Black Beards, mettendosi in affari con i loro avversari, i Salvadoregni, aprendo dei trattati con il loro leader, Hector Morales. Job va a trovare Lucas nella roulotte di Siobhan, dicendogli che forse dovrebbero rimandare il colpo a Camp Genoa, Lucas pensa che sia una pessima idea dato che la base verrà svuotata di tutto tra una settimana, infatti Job ammette che forse sarebbe meglio annullare il colpo, dato che Lucas non è chiaramente nello stato emotivo migliore per una cosa del genere, ma Lucas afferma di potercela fare, quindi il furto si farà durante la serata. Deva continua a frequentare Charlie e i suoi amici poco raccomandabili, quindi Beaty telefona a Carrie per dirle quello che sua figlia sta facendo, dunque Carrie e Gordon vanno a casa di Charlie per portare via Deva da lì, Charlie e i suoi amici aggrediscono Carrie e Gordon, i quali si difendono senza difficoltà, Charlie punta la sua pistola contro Gordon, ma quest'ultimo disarma facilmente il ragazzo, infine lui e Carrie portano Deva a casa, tra Carrie e Gordon c'è un riavvicinamento, i due poi finiscono col copulare. La proprietaria della fattoria in cui si è rifugiato Chayton decide gentilmente di medicarlo, ma lui alla fine la uccide insieme al suo vicino di casa. Calata la notte, Lucas, Job, Carrie e Sugar si preparano per il colpo, i quattro raggiungono Camp Genoa con un furgone, Lucas, Job e Carrie entrano nella base attraverso la galleria sotterranea, mentre Sugar resta nel furgone monitorando le videocamere. Dopo aver trainato via la porta di metallo, i tre entrano nella base militare, Job, usando le impronte digitali e vocali di Stowe, che ha ottenuto grazie a Carrie, apre la porta della stanza dove si trova la cassaforte, e usando l'algoritmo che ha rubato con l'aiuto di Sugar, disattiva la serratura digitale, infine Carrie apre la cassaforte. Job viene aggredito da un soldato, Lucas non corre subito in suo soccorso dato che continua ad avere visioni di Siobhan, ma alla fine va a salvare il suo amico, i tre rubano molto contante, e scappano dalla galleria sotterranea, Stowe e i suoi uomini, dopo essersi accorti della loro presenza, li inseguono. Lucas, Job e Carrie raggiungono il furgone, ma anche Stowe entra nel mezzo e affronta Lucas, Sugar, Job e Carrie, non riuscendo a identificare nessuno di loro, in quanto camuffati, Job spinge via Stowe dal furgone, infine il gruppo riesce a scappare via. Tornati al bar di Sugar, Job inizia a litigare con Lucas, la cui distrazione poteva costargli la vita, infatti è evidente che l'unico pensiero fisso di Lucas è quello di uccidere Chayton. Brock telefona a Emily dicendole che sa della sua storia con Kai, ma Brock è dell'opinione che Emily stia con lui solo per la soddisfazione di poterlo cambiare, dato che non è riuscita a cambiare il suo ex marito. Aimee va a trovare Lucas al Cadi e gli dice che il suo contatto le ha rivelato che Chayton è diretto a New Orleans, Aimee è consapevole che Lucas lo ucciderà, ma a lei non le importa più dato che ha smesso di considerare Chayton un amico. Lucas e Brock si apprestano a raggiungere New Orleans, per vendicare Siobhan. Nella scena dopo i titoli di coda Stowe, nella sua base, pensando a tutti i soldi che hanno rubato, diventa preda di una ceca rabbia.
- Guest star: Matthew Rauch (Clay Burton), Tom Pelphrey (Kurt Bunker), Tanya Clarke (Emily Lotus), Meaghan Rath (Aimee King), Susan Misner (Lisa Marie), Wilson Jermaine Heredia (Hector Morales), Jerod Meagher (Charlie Knowles), Dennis Flanagan (Leo Fitzpatrick), Reg E. Cathey (Detective Julius Bonner).
- Altri interpreti: Alpha Trivette (Israel Proctor), Lindsay Ayliffe (Vescovo Amish), Chelsea Cardwell (Beaty), Justin Smith (Vince Daniels), Mark Hicks (Capitano Richard Murphy), Max Calder (Bear), Ben Jensen (Guardia dell'armeria), Stephen Conroy (Mercenario 1), Cody Robinson (Mercenario 2), Josh Diogo (Coorte 1), Daniel Hargrave (Coorte 2), Cliff Fleming (Pilota dell'elicottero), Cory Fleming (Coordinatore aereo).
- Ascolti USA: telespettatori 547 000[8]

## Vendetta a sangue freddo
- Titolo originale: All the Wisdom I Got Left
- Diretto da: Greg Yaitanes
- Scritto da: Christopher Kelley

### Trama
Lucas e Brock arrivano in Louisiana, e dopo aver raggiunto l'accampamento dei pellerossa nella palude, il capo della tribù dice ai due che Chayton è stato lì, ma visto che era ricercato dai federali, non gli aveva permesso di restare, inoltre rivela a Lucas e Brock che ora Chayton si trova a New Orleans, nei quartieri francesi. Job scopre che Sugar ha preso di nascosto parte del contante rubato a Camp Genoa, e scopre che lo ha dato a Oscar, il figlio di un pugile che Sugar affrontò in passato, Sugar lo picchiò violentemente e ora è ridotto a uno stato vegetativo, i soldi servono a Oscar per pagare la casa di cura. Lucas e Brock trovano Chayton in un club di lotte clandestine, Lucas lo affronta, ma il loro combattimento viene fermato da Brock che spara un colpo di pistola. Il capo del club invita Chayton, Lucas, e Brock ad andarsene, perché uccidere due poliziotti non gioverebbe agli affari del club, e Chayton approfitta della cosa per scappare. Intanto Burton fa notare a Kai che i guadagni dei loro traffici sono stranamente aumentati, infatti Burton scopre che Rebecca sta vendendo droga ai Salvadoregni. Lucas e Brock restano a New Orleans, perché Lucas è consapevole che se restano lì sarà Chayton a venire da loro per ucciderli, Brock ammette di sentirsi a disagio per questa situazione dato che questa non è giustizia, infatti dopo aver ucciso Hondo lui si era ripromesso di non cercare mai più vendetta. Job va da Oscar, e dopo averlo picchiato si riprende i soldi, e li restituisce a Sugar, infatti Job aveva scoperto che Oscar, da anni, stava truffando Sugar dato che suo padre era morto già da diversi anni. Sugar confessa che picchiò così forte il padre di Oscar durante il loro incontro perché era innamorato della sua donna, ma per Job tutto questo non ha importanza perché adesso Sugar non può permettersi leggerezze. A New Orleans, Lucas, mentre era nel suo alloggio, riceve (come aveva previsto) la visita di Chayton, i due iniziano a lottare, Lucas prima lo ferisce con il coltello, e poi con una bottiglia rotta, Chayton poi scappa, ma Lucas lo insegue impugnando il fucile di Brock. Inizia un inseguimento per le strade di New Orleans, ma Chayton, a causa delle ferite, fa fatica a correre, poi, capendo che è finita, decide di fermarsi, Lucas lo raggiunge e Chayton lo provoca descrivendogli la sensazione che provò quando uccise Siobhan, infine Lucas gli spara per ben due volte con il fucile, uccidendolo. Emily e Kai vanno a una cerimonia Amish, ma i Black Beards li rapiscono entrambi, probabilmente hanno scoperto dei traffici di Rebecca. A New Orleans Lucas e Brock gettano il cadavere di Chayton nelle acque del fiume, Lucas afferma che non tornerà a Banshee con Brock, ma quest'ultimo lo convince a cambiare idea, perché deve portare a termine quello che ha cominciato, fermare Kai Proctor, perché in fondo è quello che avrebbe voluto pure Siobhan. Il capo della sicurezza di Camp Genoa, Leo Fitzpatrick, dopo aver esaminato la rapina, capisce che nel gruppo formato dai quattro ladri erano presenti un abile scassinatore e un hacker estremamente competente (Carrie e Job), ma quello che sorprende di più Fitzpatrick è come siano riusciti a ricopiare il modello delle impronte digitali e vocali di Stowe, infatti Fitzpatrick fa capire al colonnello che probabilmente tra i ladri c'era qualcuno molto vicino a Stowe, il quale inizia a sospettare di Carrie. Nella scena dopo titoli di coda viene inquadrato il cadavere di senza vita di Chayton galleggiare tra le acque del Mississippi. 
- Guest star: Matthew Rauch (Clay Burton), Raoul Trujillo (Sani Crow), Happy Anderson (Bones Tuesday), Tanya Clarke (Emily Lotus), Joey Auzenne (Oscar Santa Cruz Jr.), Dennis Flanagan (Leo Fitzpatrick).
- Altri interpreti: Sheena Zadeh (Daria), Alpha Trivette (Israel Proctor), Lindsay Ayliffe (Vescovo Amish), Samantha Worthen (Miriam Bowman), John Redlinger (Kevin), Big Bill Morganfield (Sé stesso), Joe Nin Williams (Il Ratto), CC Taylor (Assassino Sumo), David Archie Lee Macomber (L'Avversario), Mark Hicks (Capitano Richard Murphy), Keith Davis (Membro dei Black Beards 1), Cliff Fleming (Pilota dell'elicottero), Cory Fleming (Coordinatore aereo), Randall Archer (Teppista 1), Brian Oerly (Teppista 2), George P. Crayton (Membro dei Redbones a New Orleans 1), Jonathan Valera (Membro dei Redbones a New Orleans 2), Pete Partida (Membro dei Redbones a New Orleans 3), Josh Ortegon (Membro dei Redbones a New Orleans 4), Matt Brown (Membro dei Redbones a New Orleans 5), Mike Seal (Membro dei Redbones a New Orleans 6).
- Ascolti USA: telespettatori 588 000[9]

## Ordine ristabilito
- Titolo originale: Even God Doesn't Know What to Make of You
- Diretto da: Loni Peristere
- Scritto da: Jennifer Ames e Steve Turner

### Trama
Kai e Emily vengono rapiti dai Black Beards, i quali torturano pesantemente Kai, poi quest'ultimo ha un confronto faccia a faccia con il loro capo, Frazier, che lo accusa di aver tradito i loro accordi avendo venduto la droga ai Salvadoregni, i loro diretti avversari, anche se Kai non era a conoscenza della cosa dato che è stata un'idea di Rebecca. Carrie è al lavoro, e riceve la visita di Gordon, che le porta i documenti per il divorzio, Carrie non è sicura di voler andare fino in fondo dato che è evidente che si amano ancora, Gordon ammette che ciò che lo ferì di più è il fatto che Carrie lo avesse tenuto all'oscuro dei suoi segreti per tutto questo tempo, comunque Gordon decide di non esaminare subito le carte del divorzio, perché pure lui vuole ancora dare una possibilità al loro matrimonio. Lucas torna a Banshee e va al bar di Sugar, purtroppo le cose tra Lucas e Job sono ancora tese, Lucas prova a scusarsi con l'amico, ma Job non riesce a perdonarlo perché a causa della sua distrazione Job sarebbe potuto morire durante il colpo a Camp Genoa, specialmente dopo che Job gli aveva proposto di annullare il colpo dato che era evidente che non era nelle condizioni per una cosa del genere, rimarcando come sempre l'irresponsabilità di Lucas, sostenendo che forse non dovrebbero più essere amici. Fitzpatrick scopre che Sugar e Job erano due dei ladri che hanno effettuato i colpo a Camp Genoa, risalendo a loro tramite l'algoritmo che avevano rubato per il furto, quando si erano spacciati per due inservienti, Stowe capisce che Sugar era l'autista, mentre Job era l'hacker, inoltre Fitzpatrick rivela che Job è un hacker di fama mondiale, ricercato dalla CIA. Rebecca va al Cadi e chiede a Lucas e Brock di rintracciare e salvare Kai, ma loro non sono interessati alla sua incolumità, ma cambiano idea quando Rebecca rivela che pure Emily è stata rapita. Lucas chiede a Job di rintracciare Kai e Emily, l'hacker scopre che sono stati portati in una vecchia scuola abbandonata, inoltre Job precisa che questo è l'ultimo favore che gli fa. Con dei flashback si scoprono più cose sul misterioso passato di Lucas e Job, a cominciare dal giorno in cui si sono conosciuti, a quel tempo entrambi lavoravano per un uomo di nome Dalton, il quale aveva incaricato Lucas di uccidere Job dato che con la sua complicità aveva svolto dei lavori sporchi, infatti voleva ucciderlo per uscirne pulito, e proprio quando Lucas si apprestava a uccidere Job, quest'ultimo fece capire a Lucas che a lavoro concluso Dalton avrebbe ucciso anche Lucas, per eliminare ogni traccia che lo collegasse a Job, infatti gli uomini di Dalton avevano seguito Lucas ed erano pronti ad ucciderlo, ma Lucas li uccide e scappa via con Job. I due decisero di rimanere insieme, specialmente perché uniti sarebbero scappati via da Dalton più facilmente, infatti Dalton ha molte tecnologie con le quali avrebbe potuto ritrovarli, ma Job aveva un vantaggio, quelle tecnologie le aveva sviluppate lui, e quindi sapeva come arginarle, inoltre per proteggere Lucas decise di creargli una falsa identità, questo spiega perché tuttora viva sotto falso nome. Tornando agli eventi presenti, Billy sorprende Deva mentre fa uso di droghe, e quindi la porta al Cadi rinchiudendola in una cella. Lucas e Brock vanno nella vecchia scuola abbandonata, Lucas parla con Frazier e gli dice che lui e Brock sono lì solo per salvare Emily, mentre di Kai può fare quello che vuole, dunque Frazier decide di lasciarli andare via con Emily. Intanto Gordon va a tirare fuori Deva dalla cella, ma poi decide di lasciarle passare lì la notte, per darle una lezione. Frazier decide di andarsene lasciando Kai da solo con i suoi uomini che lo uccideranno dandogli fuoco, ma alla fine è Kai ad avere la meglio su di loro, e dopo averli ricoperti di benzina, li brucia vivi. Lucas va al Cadi e, andando contro il volere di Gordon, libera Deva dalla cella. Stowe e i suoi uomini catturano Sugar e Carrie, mentre Job viene catturato da Fitzpatrick che lo narcotizza. Kai va a casa di Emily e la ringrazia di tutto, ma le dice pure che la loro relazione è finita, infatti dopo la morte di sua madre, Kai si era illuso di poter diventare una persona migliore, ma ora ha capito che lui non cambierà mai, adesso Kai ha un solo obbiettivo: distruggere Frazier. Gordon, dopo aver saputo che Lucas ha tirato fuori Deva dalla cella, minando la sua autorità, va da lui al bar di Sugar, ma Lucas poi chiede a Gordon se di recente ha visto Carrie, infatti Lucas, guardando il bar di Sugar, ha trovato dei proiettili, per non parlare dei vetri rotti, Lucas non ci mette molto a capire che Stowe ha rapito i suoi amici, Gordon comprende che sua moglie è in pericolo. Infatti Job, Sugar e Carrie sono stati portati a Camp Genoa, Stowe tortura Carrie per farle dire il nome del quarto elemento del gruppo che ha effettuato il colpo (Lucas). Nella scena dopo i titoli di coda si vede Sugar, prigioniero a Camp Genoa. 
- Guest star: Matthew Rauch (Clay Burton), Tanya Clarke (Emily Lotus), Tom Pelphrey (Kurt Bunker), Chaske Spencer (Billy Raven), Dennis Flanagan (Leo Fitzpatrick), Ron Cephas Jones (Signor Frazier), Chiké Okonkwo (Lennox).
- Altri interpreti: Jon Eyez (Chuck), Brian Stapf (Jasper), Mark Hicks (Capitano Richard Murphy), Gary Sterns (Bryce), Keith Davis (Membro dei Black Beards 1), Buddy Sosthand (Membro dei Black Beards 2).
- Ascolti USA: telespettatori 564 000[10]

## Attacco alla base
- Titolo originale: We All Pay Eventually
- Diretto da: Loni Peristere
- Scritto da: Jennifer Ames e Steve Turner

### Trama
L'episodio si apre con un flashback del periodo in cui Lucas era un soldato, dopo aver picchiato un suo superiore, venne imprigionato in una stanza dove conobbe un uomo misterioso, che decise di risparmiargli la corte marziale. Sugar, Carrie e Job sono prigionieri a Camp Genoa, Job viene interrogato da Fitzpatrick, il quale gli dice che conosce molto bene la sua carriera come hacker, specialmente riguardo a una cosa che avvenne nel 1994, Job entrò nei files dell'NSA e cancellò i profili di quaranta agenti, Fitzpatrick è dell'opinione che Job voleva nascondere un solo agente e che cancellò gli altri profili per nasconderlo meglio (è implicito che l'agente che voleva nascondere fosse proprio Lucas), da allora Job divenne un ricercato della CIA. Kai, dopo essersi ripreso, fa capire a Rebecca che deve imparare ancora molto sugli affari, ma decide di perdonarla, ora però Kai, Rebecca e Burton vanno a Philadelphia per dare una lezione a Frazier. Lucas va a Camp Genoa e fa capire a Stowe, con delle allusioni, che è lui il quarto complice, e che se rivuole indietro il denaro, prima dovrà restituirgli i suoi amici sani e salvi. In un altro flashback Lucas, ancora prigioniero nella stanza, senza cibo e acqua, viene sottoposto all'interrogatorio dell'uomo misterioso, si apprende che i genitori di Lucas si chiamavano Cathrine e Danny, quest'ultimo era un uomo violento, poi morì, l'uomo misterioso obbliga Lucas a confessare, la verità, quindi Lucas, disidratato, ammette di averlo ucciso lui, poi l'uomo misterioso dà a Lucas dell'acqua da bere. Kurt va a trovare suo fratello Calvin, il quale fa parte dell'affiliazione della supremazia bianca costituita da neonazisti a cui un tempo apparteneva pure lui, la "Confraternita", Kurt suggerisce a Calvin di stare fuori dai guai, perché Kurt è intenzionato più che mai a distruggere la Confraternita. Kai va da Morales e gli propone della merce gratis, ma a patto che lo aiuti a sconfiggere Frazier, inoltre gli regala una spada. Lucas si prepara per lo scontro, perché è consapevole che Stowe lo ucciderà insieme ai suoi amici anche quando gli avrà restituito il denaro. Con un altro flashback si vede Lucas mangiare, dopo che l'uomo misterioso gli offre del cibo, inoltre gli dà la possibilità di entrare nella sua squadra. Tornando agli eventi presenti, Lucas prepara le armi, quando riceve l'aiuto inaspettato di Gordon, che decide di combattere al suo fianco. Lucas e Gordon fanno irruzione a Camp Genoa, e con tanto di armi da fuoco e esplosivi uccidono uno a uno tutti i mercenari di Stowe, intanto Sugar, Job e Carrie riescono a liberarsi, Job e Sugar prendono parte allo scontro uccidendo tutti gli uomini di Stowe, mentre Carrie affronta il colonnello, avendo però la peggio. Kai, Rebecca, Burton e Morales vanno nel covo dei Black Beards e li uccidono tutti, infine Morales decapita Frazier con la spada che Kai gli ha regalato. A Camp Genoa tutti i mercenari vengono sconfitti, Sugar e Job vanno da Lucas e, nonostante le loro diatribe, Job lo ringrazia per averlo salvato, poi però arriva Stowe che tiene Carrie in ostaggio puntandole contro la pistola, intimando a Lucas e ai suoi amici di arrendersi, ma Gordon spara alla mano con la quale Stowe impugnava la pistola e infine Carrie prende il coltello di Stowe e lo usa per uccidere il colonnello. Purtroppo Gordon inizia a perdere molto sangue, infatti uno degli uomini di Stowe lo aveva ferito con un colpo d'arma da fuoco. Carrie e Gordon si dichiarano amore reciproco, ma Gordon muore subito dopo a causa della ferita. Job si avvicina al cadavere di Stowe, ma Fitzpatrick gli spara, senza però ucciderlo, e lo porta su un elicottero, Lucas prova a salvarlo, ma l'elicottero prende il volo. Kurt si confida con Brock e gli dice che odia se stesso perché un tempo era come tutti gli altri membri della Confraternita, sostenendo di non essere migliore di loro, e che diventare un agente del dipartimento dello sceriffo non lo fa sentire meglio, ma Brock gli dice che pure lui ha fatto degli sbagli, e il solo fatto che Kurt provi vergogna per ciò che era è la dimostrazione che è un uomo migliore. Carrie informa i suoi figli che Gordon è morto, Deva in lacrime abbraccia Lucas. Dopo aver appreso della morte di Gordon e di ciò che è successo a Camp Genoa, Brock pretende delle spiegazioni da Lucas, specialmente ora che la polizia militare indagherà sulla faccenda, ma Lucas sorprende Brock dando le dimissioni, lasciando quindi il lavoro da sceriffo. I membri della Confraternita entrano di nascosto nella camera da letto di Kurt e, dopo averlo immobilizzato, Calvin usa su di lui la fiamma ossidrica. Lucas e Sugar discutono su cosa fare con Job, infatti Sugar sprona Lucas a mettersi sulle sue tracce, ma la realtà dei fatti è che Lucas non ha idea di cosa gli sia successo e dove lo abbiano portato, quindi non può fare nulla e di conseguenza Job, per il momento, dovrà cavarsela da solo. Con un ultimo flashback, Lucas accetta di entrare nell'unità gestita dall'uomo misterioso, che poi si rivela essere Dalton, lo stesso uomo da cui Lucas e Job tuttora stanno scappando. Nella breve scena dopo i titoli di coda, si vede Job in un luogo sconosciuto.
- Guest star: Matthew Rauch (Clay Burton), David Harbour (Robert Dalton), Chris Coy (Calvin Bunker), Tom Pelphrey (Kurt Bunker), Dennis Flanagan (Leo Fitzpatrick), Ron Cephas Jones (Signor Frazier), Chiké Okonkwo (Lennox), Wilson Jermaine Heredia (Hector Morales).
- Altri interpreti: Mark Hicks (Capitano Richard Murphy), Craig Gellis (Otto), Cherokee Walker (Pilota dell'elicottero), Troy Faruk (Membro dei Black Beards 1), Reggie Jackson (Membro dei Black Beards 2), Sli Lewis (Membro dei Black Beards 3), Curtis Lyons (Membro dei Black Beards 4), Todd Terry (Membro dei Black Beards 5), Jeff Ward (Membro dei Black Beards 6), Randal Archer (Mercenario 1), Adam Ciesielski (Mercenario 2), Stephen Conroy (Mercenario 3), Anthony Dirocco (Mercenario 4), Yan Dron (Mercenario 5), John Gilbert (Mercenario 6), Dave Kilde (Mercenario 7), Gregory Rementer (Mercenario 8), Cody Robinson (Mercenario 9), Spencer Sano (Mercenario 10), Nick Stanner (Mercenario 11).
- Ascolti USA: telespettatori 692 000[11]